# بن شنتزر
بن شنتزر (بالإنجليزية: Ben Schnetzer)‏ ( 8 فبراير 1990 -) هو ممثل أمريكي.

## حياته
ولد 8 فبراير 1990 في نيويورك تم ترشيحه مرتين لجوائز السينما المستقلة البريطانية عن أدائه في فيلم برايد (2014).

## أعماله[3]

### أفلام
- 2013: سارقة الكتاب: بدور ماكس
- 2015: سنودن للمخرج أوليفر ستون
- 2016: ووركرافت: بدور خادجر
- 2018: عنتيبي: بدور زيف هيرش

## وصلات خارجية
- بن شنتزر على موقع IMDb (الإنجليزية)
- بن شنتزر على موقع قاعدة بيانات الأفلام العربية
- بن شنتزر على موقع ألو سيني (الفرنسية)
- بن شنتزر على موقع أول موفي (الإنجليزية)
- بن شنتزر على موقع قاعدة بيانات الأفلام السويدية (السويدية)
- بن شنتزر على موقع قاعدة بيانات الفيلم (الإنجليزية)
- بن شنتزر على موقع كينوبويسك (الروسية)